# 3673 Levy
3673 Levy eller 1985 QS är en asteroid i huvudbältet som upptäcktes den 22 augusti 1985 av den amerikanske astronomen Edward L.G. Bowell vid Anderson Mesa Station. Den är uppkallad efter den kanadensiske astronomen David H. Levy.
Asteroiden har en diameter på ungefär 6 kilometer och den tillhör asteroidgruppen Flora.